# Михайлов, Сергей Владимирович
Сергей Владимирович Михайлов (род. 17 марта 1971, Архангельск, РСФСР, СССР) — генеральный директор ТАСС с сентября 2012 года по июль 2023 года.
Один из основателей Российской ассоциации по связям с общественностью, почётный член РАСО. Член Союза журналистов РФ, член Союза журналистов Москвы. Автор более 200 публикаций. Член Международной ассоциации по связям с общественностью (IPRA) и Американского общества по связям с общественностью (PRSA).

## Биография
Родился 17 марта 1971 года в Архангельске.
Окончил факультет международной информации (журналистики) МГИМО МИД РФ, отделение связей с общественностью; учился в МГИМО вместе с Владимиром Мединским.
В 1990—1991 годах был президентом институтской Ассоциации молодых журналистов «ОКО». В 1991 году участвовал в создании Российской ассоциации по связям с общественностью.
В 1992—1996 годах — один из основателей и партнёр рекламного агентства «Корпорация „Я“».
В 1993—2004 годах — основатель и Управляющий партнёр агентства по развитию общественных связей «Михайлов и партнёры».
В 2000—2001 годах Сергей Михайлов был президентом Ассоциации компаний-консультантов в области связей с общественностью — российского подразделения Международной ассоциации консультантов в области связей с общественностью (International Communications Consultancy Organisation).
В 2004—2006 годах — советник президента и член правления компании «Российские железные дороги» (ОАО «РЖД»), начальник департамента по связям с общественностью и член правления ОАО «РЖД», начальник департамента корпоративных коммуникаций и член правления ОАО «РЖД».
В 2012 году назначен генеральным директором информационного агентства ИТАР-ТАСС.
В 2012 году стал членом Общественного совета.
В 2013 году избран председателем Совета руководителей государственных информационных агентств СНГ.
В 2013—2016 годах Сергей Михайлов занимал должность президента Организации информационных агентств стран Азии и Тихого океана (Organization of Asia-Pacific News Agencies). В настоящее время является ее вице-президентом.
Является членом Координационного совета при секретариате «Форума партнёрства Россия — Африка», возглавляет в составе Координационного совета рабочую группу по медиаобеспечению.
В июле 2023 года ушёл с поста генерального директора ТАСС по собственному желанию; существовала версия, согласно которой увольнение произошло из-за «слишком подробного» и оперативного освещения мятежа ЧВК «Вагнер». На его место назначен тележурналист Андрей Кондрашов.

## Международные санкции
В мае 2016 года включён в санкционный список Украины Президентом Петром Порошенко, ему запрещён въезд на Украину.
В апреле 2022 года включён в санкционный список стран Евросоюза в связи с вторжением России на Украину так как он «является генеральным директором информационного агентства ТАСС — крупнейшего российского информационного агентства, которое распространяет через свою сеть зарубежных представительств искаженную информацию об Украине, служащую интересам политического руководства Российской Федерации».
8 июля 2022 года Михайлов внесён в санкционный список Канады как «российский деятель дезинформации и пропаганды» за «создание условий и поддержку неспровоцированного и необоснованного вторжения России в Украину».
Также, по аналогичным основаниям, находится под санкциями Великобритании, Украины и Швейцарии.

## Отличия
В 2002 и 2003 годах входил в рейтинг «1000 самых профессиональных менеджеров России» (группа «Профессиональные услуги»), проводимого Ассоциацией менеджеров России и газетой «Коммерсантъ».
В 2006 году, по итогам рейтинга «ТОП‑1000 российских менеджеров», признан одним из наиболее профессиональных директоров по общественным и корпоративным отношениям страны.
В 2011 году занял первое место в рейтинге «ТОП‑1000 российских менеджеров» Ассоциации менеджеров России в номинации «Рейтинг директоров по общественным и корпоративным связям 2011 года».
27 марта 2018 года награждён почётной грамотой Федеральной службы войск национальной гвардии.
15 марта 2021 года по указу Президента России награждён орденом Дружбы за достигнутые трудовые успехи и многолетнюю добросовестную работу.
16 марта 2021 года награждён почетным знаком Союза журналистов России «За заслуги перед профессиональным сообществом».
Также имеет медаль ордена «За заслуги перед Отечеством» II степени и медалью «За развитие железных дорог». Отмечен благодарностями президента РФ.
Лауреат премии «Медиаменеджер России», премии Ab Ovo Российской академии общественных связей «За особый вклад в развитие индустрии общественных связей».

## Критика
Михайлов критиковался в связи с его карьерой в ОАО «РЖД». В 2006 году эксклюзивным рекламным подрядчиком ОАО «РЖД» стало ООО «Лайса». Общество получило 15-летний контракт на представительство РЖД «в сфере рекламно-информационной деятельности на всей сети железных дорог», который истекает 31 декабря 2016 года и может быть пролонгирован ещё на пять лет. В 2014 году журналисты РБК выяснили, что ООО «Лайса» принадлежало Виталию Кривенко, ближайшему соратнику Сергея Михайлова по агентству «Михайлов и партнёры», ставшему заместителем Михайлова в РЖД после прихода того в госмонополию. По информации СМИ, бенефициарами «Лайсы» были Михайлов и Кривенко.
В 2007—2010 годах под руководством Михайлова РЖД провело ребрендинг, на который было израсходовано 150 млн долларов.

## Награды
- Орден Дружбы (15 марта 2021 года) — за достигнутые трудовые успехи и многолетнюю добросовестную работу[25].
- Медаль «За развитие железных дорог» (22 октября 2007 года) — за большой вклад в развитие железнодорожного транспорта и достигнутые трудовые успехи[26].
- Почётная грамота Республики Дагестан (2 октября 2017 года) — за заслуги перед Республикой Дагестан, высокий профессионализм и объективность в освещении событий в республике[27].
- Благодарность Министра культуры Российской Федерации (2017)[28]

## Семья
Супруга — Юлиана Слащёва (председатель правления студии «Союзмультфильм», генеральный директор Центральной киностудии детских и юношеских фильмов имени М. Горького с 2019). Воспитывает троих детей.